# Здание проектных организаций
Здание проектных организаций — 24-этажное здание в центре Архангельска (Адрес: площадь Ленина, 4). Самое высокое здание в Архангельской области.
Высота здания по уровню крыши — 82 м, на крыше расположено антенное сооружение, с его учётом высота здания превышает 100 метров.

## История
Ранее на месте здания располагался купеческий особняк.
Современное здание возведено в период между 1978 и 1983 годом к 400-летию Архангельска (1984). Выполнившие проект здания — архитекторы М. П. Бубнов, В. М. Кибирев, Г. Ф. Кузнецов, И. В. Семейкин, художник А. В. Васнецов и другие — удостоены диплома первой степени и медали Союза архитекторов СССР. Здание объединяет ансамбль площади имени Ленина — центральной части города, формирует выразительный и своеобразный силуэт его, способствует художественному восприятию Архангельска.
В советское время в здании располагались проектные организации и управление по эксплуатации высотных сооружений. В 1990-х здание превращено в офисное. В здании также размещается радиооборудование и студии большинства архангельских радиостанций.
К 1 января 2010 года была установлена разноцветная подсветка верхней части здания и мачты.
Среди жителей города здание имеет неформальное название — «высотка», «карандаш», «свечка», «шприц в небо».

## Изображения

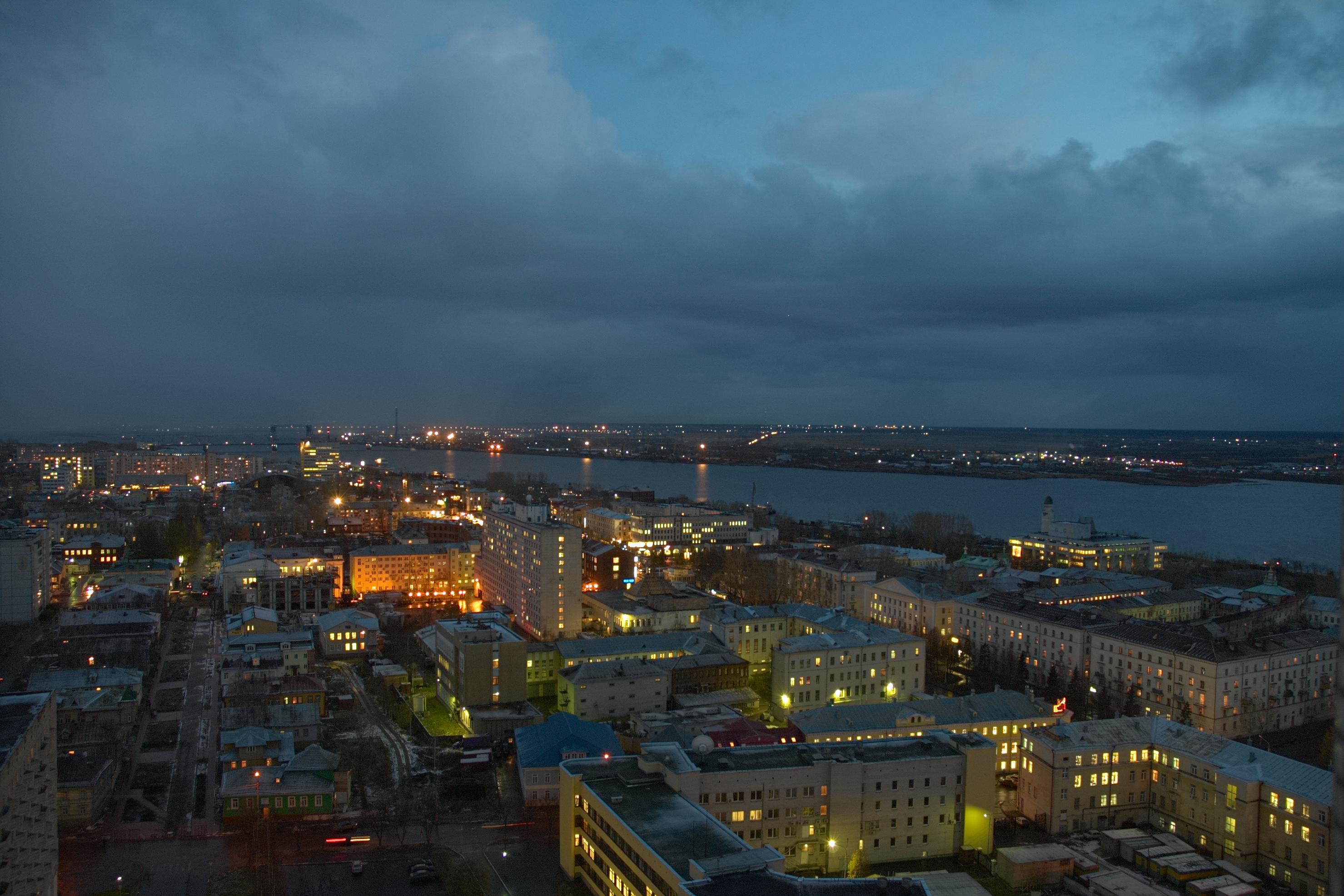
Вид на Архангельск с высотного здания
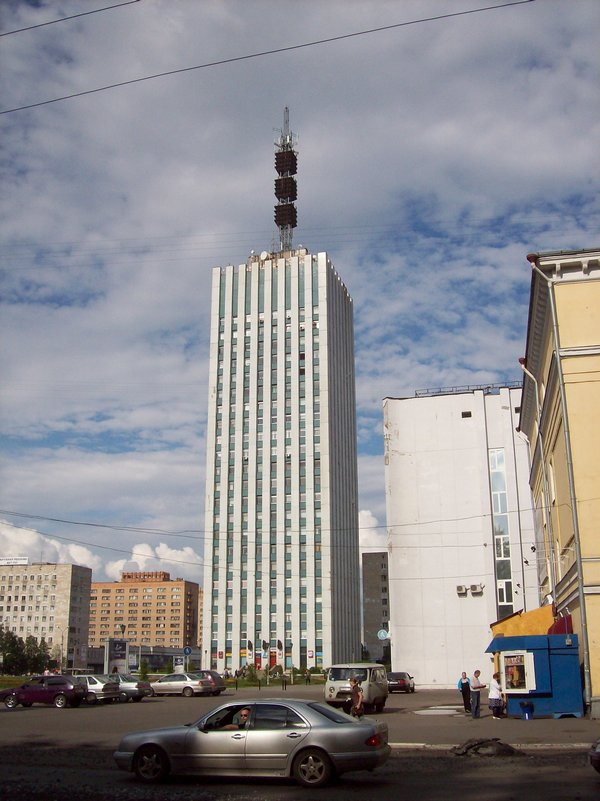
Вид на здание с Троицкого проспекта
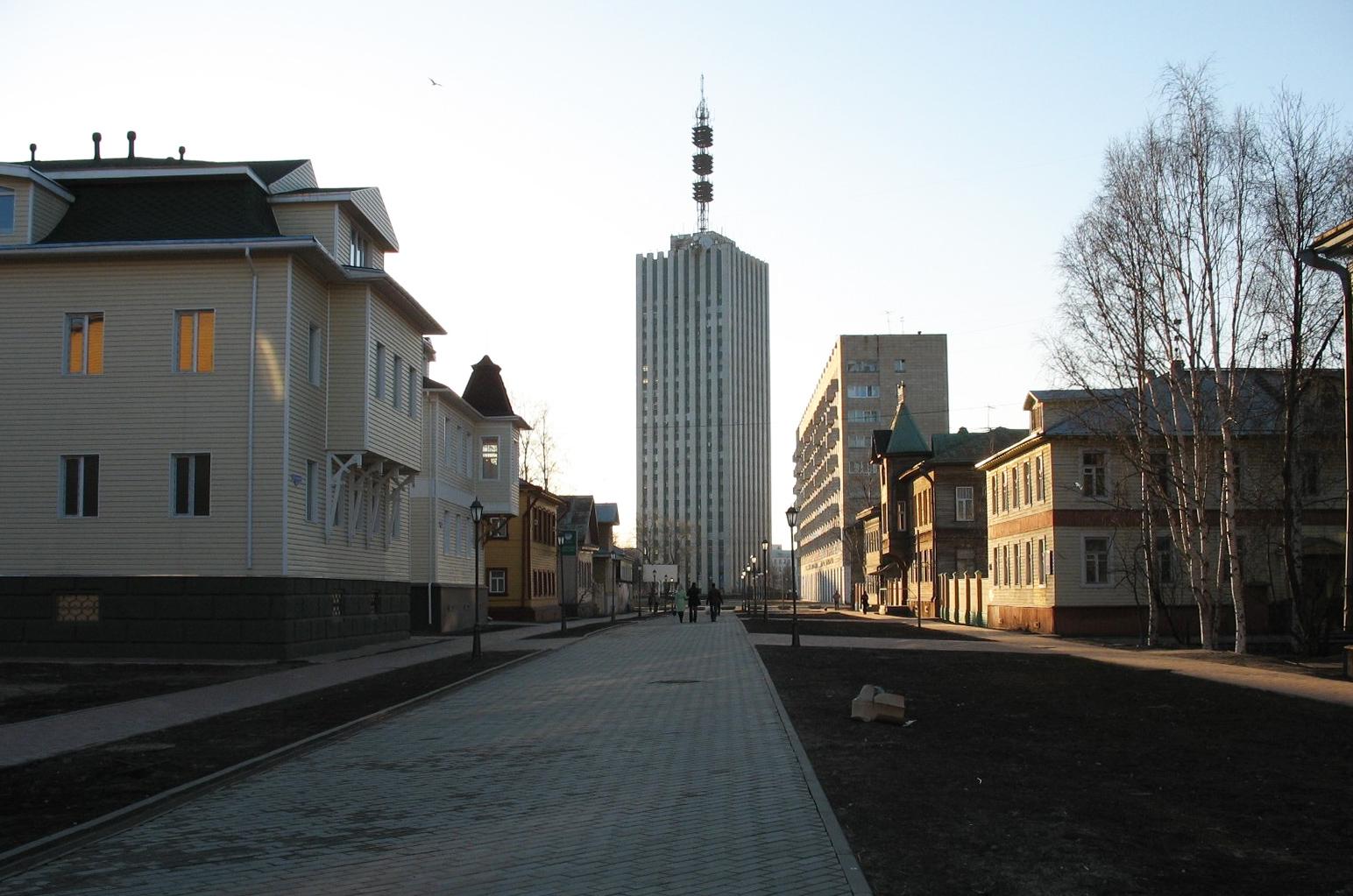
Вид на здание с проспекта Чумбарова-Лучинского
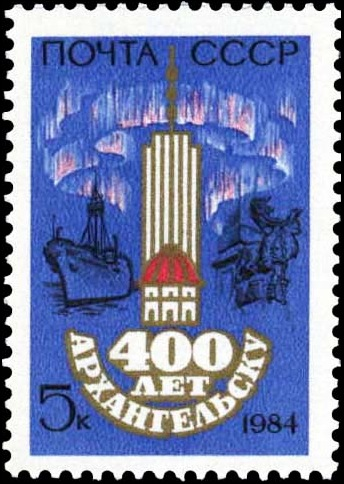
Марка почты СССР 1984 года с изображением здания